# Liste du patrimoine immobilier classé de Villers-le-Bouillet
Cette page regroupe l'ensemble du patrimoine immobilier classé de la commune belge de Villers-le-Bouillet.
| Objet                                                                | Année de construction / Architecte | Adresse          | Section communale | Coordonnées                      | Numéro d’inventaire | Illustration                                                         |
| -------------------------------------------------------------------- | ---------------------------------- | ---------------- | ----------------- | -------------------------------- | ------------------- | -------------------------------------------------------------------- |
| Tumulus de Vaux (M) et alentours (S)                                 |                                    | Rue Les Waleffes |                   | 50° 37′ 15″ nord, 5° 13′ 49″ est | 61068-CLT-0004-01   | Tumulus de Vaux (M) et alentours (S)                                 |
| Tumulus d'Oultremont, dit Tombe d'Oultremont                         |                                    | Rue Roua         |                   | 50° 35′ 02″ nord, 5° 13′ 10″ est | 61068-CLT-0007-01   | Tumulus d'Oultremont, dit Tombe d'Oultremont                         |
| Le site archéologique du Tumulus de Vaux au lieu-dit Al Tombe        |                                    |                  |                   | 50° 37′ 15″ nord, 5° 13′ 49″ est | 61068-PEX-0001-01   | Le site archéologique du Tumulus de Vaux au lieu-dit Al Tombe        |
| Le site archéologique du Tumulus d'Oultremont dit Tombe d'Oultremont |                                    |                  |                   | 50° 35′ 02″ nord, 5° 13′ 10″ est | 61068-PEX-0002-01   | Le site archéologique du Tumulus d'Oultremont dit Tombe d'Oultremont |